# Брецел
Брецел (на немски: Brezel, също Breze, Brezn в Швейцария и Швабия; в българския се среща и като прецел, бретцел или претцел) е пикантно или сладко тестено изделие (геврек) със специална форма, разпространено основно в Австрия, Франция и Южна Германия.

## Форма и изработка
Съгласно легендата един хлебар измисля формата на брецела, когато кралят му поръчва да изработи хлебче, през което може да се види три пъти Слънцето. В миналото и сега брецелът се използва като символ на пекарите и се поставя на входовете на пекарните им. Съставът им е от брашно, сол, дрожди и вода. Преди изпичането се потапят за няколко секунди в разтвор на натриев хидроксид, за да се получи типичният кафяв цвят и след това се посипва със сол.

## История
Съществуват много ненадеждни сведения относно произхода на брецела, както и произхода на името му. Най-често се счита, че той има християнска връзка и е измислен от европейски монаси.
Брецелът се използва като емблема от пекари и гилдиите им в южните части на Германия поне от 12 век. Илюстрация от 1190 г. в енциклопедията Hortus deliciarum от югозападния регион на Германия Елзас (днес Франция) вероятно съдържа първата картинка на брецел. В Християнската църква брецелите притежават религиозно значение, както като съставки, така и като форма. Формата на възела се смята, че представлява молещи се ръце. Освен това трите дупки на брецела олицетворяват трите превъплъщения на Светата Троица: Бог Отец, Бог Син и Светия Дух. Бретцелите, направени по проста рецепта, използвайки само брашно и вода могат да се ядат на пости, когато на християните им е забранено да ядат продукти с животински произход. С времето бретцелите започват да се свързват с Великите пости и Великден.
Все пак дупките на брецелите вероятно са имали практическа цел в миналото – пекарите са могли да ги поставят на вертикални пръти.